# Эффект Умова
Эффект Умова (закон Умова) — зависимость между альбедо астрономического объекта и степенью поляризации отражённого от него света. Открыт физиком Н. А. Умовым в 1905 году.
Степень поляризации света P определяется как
{\displaystyle P={\frac {I_{\perp }-I_{\|}}{I_{\perp }+I_{\|}}},}
где {\displaystyle I_{\perp }} и {\displaystyle I_{\|}} — интенсивности света в направлениях, перпендикулярном и параллельном плоскости поляризатора (плоскости отражающей поверхности). Степень поляризации P равна нулю для неполяризованного света и равна ±1 для линейно поляризованого света.
Закон Умова утверждает, что
{\displaystyle P\sim {\frac {1}{\alpha }},}
где α есть альбедо объекта. Таким образом, высокоотражающие поверхности отражают в основном неполяризованный свет, слабо отражающие поверхности отражают поляризованный свет. Закон Умова справедлив только для больших фазовых углов (углов между падающим и отражённым светом).